# Jacob Worm
Jakob Worm, född den 8 december 1642, död omkring 1693, var en dansk satiriker.
Worm tog 1666 teologisk examen och 1667 magistergraden. Redan tidigt blev han bemärkt för sina ovanliga naturgåvor och sin stora lärdom, men tillika för sin benägenhet för gyckel. Genom sina latinska predikningar samt en skrift om konungens rätt att tillsätta präst hade han vunnit konung Fredrik III:s löfte om ett lektorat i teologi i Viborg; men kungen höll inte sitt löfte, och Worm måste nöja sig med rektoratet i Slangerup 1671--77. 
I harmen däröver skrev han skarpa satirer mot Griffenfeld och biskop Hans Bagger, såsom Studiosus lamentans, vari han klagade över nepotism och simoni, samt mot sin styvmors man, biskop Thomas Kingo. 1677 blev Worm präst i Viborg och tog då, oppositionsman av naturen, parti för Griffenfeld mot hans efterträdare, varvid inte ens Kristian V själv gick fri. Hans paskiller på vers och prosa blev visserligen inte tryckta, men spreds i en mängd avskrifter. 
Slutligen fick myndigheterna 1681 reda på vem som var författaren, och Worm dömdes förlustig ära, liv och gods, men benådades med landsförvisning till Trankebar, sedan han i fängelset i ytterlig ödmjukhet bett om tillgift. Att han i Indien skulle ha varit verksam som missionär, är endast en obestyrkt sägen.